# Beirute (sanduíche)

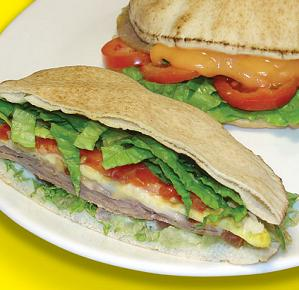
Sanduíche beirute.

Beirute é um sanduíche paulistano criado em 1951 pelo imigrante libanês Farer Sader.
O nome beirute é uma referência à capital do Líbano não só pelo local de nascimento de seu criador mas também influenciado pela culinária sírio-libanesa feita com pão sírio.
A receita original criada por um dos sócios do restaurante Bambi na Alameda Santos consiste em pão sírio, queijo muçarela, zatar, rosbife e tomate. Porém atualmente mesmo na cidade de São Paulo é mais comum encontar receitas modificadas que incluem ovo, alface e substituindo o rosbife por presunto ou lagarto fatiado. É possível notar influências de outros sanduíches apreciados no Brasil: a combinação de presunto e queijo existe no Misto-quente.
Atualmente é possível encontrar este tipo de sanduíche em várias regiões e cidades do Brasil. Algumas lanchonetes servem com batatas fritas e refrigerante como acompanhamentos, como se costuma fazer em redes que servem Hambúrgueres, notadamente de influência da cultura americana.
Assim, o beirute é comida originada da miscigenação e mistura de influências culturais vistas numa metrópole cosmopolita como São Paulo.